# Episodi di Zanzibar
La serie televisiva Zanzibar è stata trasmessa in anteprima in Italia da Italia 1 tra il 12 settembre 1988 e il 5 novembre 1988.
| nº | Titolo originale               | Prima TV Italia   |
| -- | ------------------------------ | ----------------- |
| 1  | L'anello mancante              | 12 settembre 1988 |
| 2  | Fantasmi                       | 13 settembre 1988 |
| 3  | Camel Trophy                   | 14 settembre 1988 |
| 4  | Scuola di danza                | 15 settembre 1988 |
| 5  | Test                           | 16 settembre 1988 |
| 6  | Gelatina di frutta             | 19 settembre 1988 |
| 7  | Russia                         | 20 settembre 1988 |
| 8  | Fiore di Zanzibar              | 21 settembre 1988 |
| 9  | O la va o la spacca            | 22 settembre 1988 |
| 10 | Spot                           | 23 settembre 1988 |
| 11 | Permesso di soggiorno          | 26 settembre 1988 |
| 12 | Faccia di bestia               | 27 settembre 1988 |
| 13 | Rapina                         | 28 settembre 1988 |
| 14 | L'incidente                    | 29 settembre 1988 |
| 15 | Sotto la corteccia             | 30 settembre 1988 |
| 16 | Amore e morte                  | 3 ottobre 1988    |
| 17 | La rivolta di Maria            | 4 ottobre 1988    |
| 18 | Candid camera                  | 5 ottobre 1988    |
| 19 | Talent Scout                   | 6 ottobre 1988    |
| 20 | Amnesia                        | 7 ottobre 1988    |
| 21 | Scuola guida                   | 10 ottobre 1988   |
| 22 | Il caso di Dora                | 11 ottobre 1988   |
| 23 | Il postino colpisce ancora     | 12 ottobre 1988   |
| 24 | L'annuncio                     | 13 ottobre 1988   |
| 25 | La bambola abbandonata         | 14 ottobre 1988   |
| 26 | L'incubo di Gustavo            | 17 ottobre 1988   |
| 27 | Telefono caldo                 | 18 ottobre 1988   |
| 28 | Il cielo sopra Zanzibar        | 20 ottobre 1988   |
| 29 | Senza parole                   | 21 ottobre 1988   |
| 30 | La sfida                       | 24 ottobre 1988   |
| 31 | Spogliarello                   | 25 ottobre 1988   |
| 32 | Una festa coi fiocchi          | 26 ottobre 1988   |
| 33 | Guru                           | 26 ottobre 1988   |
| 34 | Cinque stelle                  | 27 ottobre 1988   |
| 35 | Aspettando Raul                | 28 ottobre 1988   |
| 36 | Sfratto                        | 31 ottobre 1988   |
| 37 | Arriva la Finanza              | 1º novembre 1988  |
| 38 | Premio letterario              | 2 novembre 1988   |
| 39 | Cavallo di razza               | 3 novembre 1988   |
| 40 | Otto personaggi in cerca di... | 4 novembre 1988   |
| 41 | La vedova                      | 5 novembre 1988   |